# Leichtathletik-Weltmeisterschaften 2011/Teilnehmer (Slowakei)
| Gelbes Symbol für Goldmedaillen mit stilisierten Olympischen Ringen | Graues Symbol für Silbermedaillen mit stilisierten Olympischen Ringen | Braundes Symbol für Bronzemedaillen mit stilisierten Olympischen Ringen |
| ------------------------------------------------------------------- | --------------------------------------------------------------------- | ----------------------------------------------------------------------- |
| —                                                                   | —                                                                     | —                                                                       |

Der slowakische Leichtathletik-Verband stellte bei den Leichtathletik-Weltmeisterschaften 2011 im koreanischen Daegu acht Teilnehmer.

## Ergebnisse

### Männer

#### Laufdisziplinen
| Athlet         | Disziplin   | Vorlauf | Vorlauf | Halbfinale | Halbfinale | Finale    | Finale |
| Athlet         | Disziplin   | Zeit    | Platz   | Zeit       | Platz      | Zeit      | Platz  |
| -------------- | ----------- | ------- | ------- | ---------- | ---------- | --------- | ------ |
| Anton Kučmín   | 20 km Gehen |         |         |            |            | 1:23:57 h | 17     |
| Matej Tóth     | 20 km Gehen |         |         |            |            | 1:22:55 h | 13     |
| Matej Tóth     | 50 km Gehen |         |         |            |            | DNF       | DNF    |
| Miloš Bátovský | 50 km Gehen |         |         |            |            | DSQ       | DSQ    |

#### Sprung/Wurf
| Athlet            | Disziplin  | Qualifikation | Qualifikation | Finale        | Finale        |
| Athlet            | Disziplin  | Weite/Höhe    | Platz         | Weite/Höhe    | Platz         |
| ----------------- | ---------- | ------------- | ------------- | ------------- | ------------- |
| Libor Charfreitag | Hammerwurf | 72,20 m       | 22            | ausgeschieden | ausgeschieden |
| Marcel Lomnický   | Hammerwurf | 72,68 m       | 21            | ausgeschieden | ausgeschieden |

### Frauen

#### Laufdisziplinen
| Athletin      | Disziplin   | Vorlauf     | Vorlauf | Halbfinale  | Halbfinale | Finale        | Finale        |
| Athletin      | Disziplin   | Zeit        | Platz   | Zeit        | Platz      | Zeit          | Platz         |
| ------------- | ----------- | ----------- | ------- | ----------- | ---------- | ------------- | ------------- |
| Lucia Klocová | 800 m       | 2:02,81 min | 23      | 2:01,85 min | 20         | ausgeschieden | ausgeschieden |
| Mária Czaková | 20 km Gehen |             |         |             |            | 1:39:07 h     | 30            |

#### Sprung/Wurf
| Athletin       | Disziplin  | Qualifikation | Qualifikation | Finale     | Finale |
| Athletin       | Disziplin  | Weite/Höhe    | Platz         | Weite/Höhe | Platz  |
| -------------- | ---------- | ------------- | ------------- | ---------- | ------ |
| Dana Velďáková | Dreisprung | 14,28 m       | 9             | 13,96 m    | 11     |